# استیوارتویل، شهرستان لاودردیل، آلاباما
استیوارتویل (به انگلیسی: Stewartville) یک منطقهٔ مسکونی در ایالات متحده آمریکا است که در شهرستان لاودردیل، آلاباما واقع شده‌است. استیوارتویل ۲۱۷٫۰۲ متر بالاتر از سطح دریا واقع شده‌است.